# Mathieu Beysen
Mathieu Beysen, 8e dan de karaté wado-ryu, est le chef instructeur pour la Belgique de la Wado International Karate-Do federation.